# Сукач, Иван Фёдорович
Иван Фёдорович Сукач — советский хозяйственный, государственный и политический деятель, доктор сельскохозяйственных наук, профессор.

## Биография
Родился в 1902 году в Полтавской губернии. Член КПСС с 1940 года.
С 1926 года — на хозяйственной, общественной и политической работе. В 1926—1968 гг. — ответственный работник в сельском хозяйстве Узбекской ССР, заместитель председателя Госплана Узбекской ССР, заместитель министра сельского хозяйства Узбекской ССР, ректор Ташкентского сельскохозяйственного института, заведующий кафедрой Ташкентского института инженеров ирригации и механизации сельского хозяйства.
Умер в Ташкенте в 1968 году.